# Epe
Epe este o comună și o localitate în provincia Gelderland, Țările de Jos.

## Localități componente
Epe, Boshoek, Dijkhuizen, Emst, Geerstraat, Gortel, Hanendorp, Hegge, Jonas, 't Laar, Laarstraat, Loobrink, Niersen, Oene, Oosterhof, Schaveren, Tongeren, Vaassen, Vemde, Westendorp, Wijnbergen, Wissel, Zuuk.